# Caradrina fuscomarginata
Caradrina fuscomarginata är en fjärilsart som beskrevs av Barend J. Lempke 1966. Caradrina fuscomarginata ingår i släktet Caradrina och familjen nattflyn. Inga underarter finns listade i Catalogue of Life.